# Otto M. Sauer
Otto M. Sauer (* 26. Juni 1930; † 28. April 2020) war ein deutscher Richter, Hochschullehrer und Autor.

## Leben
Sauer war Vorsitzender Richter und Vizepräsident am Finanzgericht Nürnberg. Er war Honorarprofessor an der Universität Bayreuth am Lehrstuhl für Betriebswirtschaftliche Steuerlehre und Lehrbeauftragter an der Universität Regensburg. Sauer veröffentlichte einige Standardwerke zum Finanzrecht. Er war ständiger Mitarbeiter der Fachzeitschrift Die steuerliche Betriebsprüfung.
Sauer engagierte sich für zahlreiche Sozialprojekte im Heiligen Land. 1983 wurde Otto M. Sauer vom Kardinal-Großmeister Maximilien Kardinal de Fürstenberg zum Ritter des Ritterordens vom Heiligen Grab zu Jerusalem ernannt und am 10. Dezember 1983 in Köln durch Bischof Franz Hengsbach, Großprior der deutschen Statthalterei, in den Orden investiert. Er war zuletzt Komtur des Ordens. Sauer war Mitglied im Deutschen Verein vom Heiligen Lande.

## Schriften
- Die Publikums-Kommanditgesellschaft. Recht, Steuer, Betriebswirtschaft., Erich Schmidt Verlag 1989 (2. Auflage), ISBN 978-3-503-02099-7
- mit Hansjürgen Schwarz: Steuerliche Folgen der Betriebsveräußerung und Betriebsaufgabe. Veräußerung, unentgeltliche Übertragung, Verlegung, Stillegung, Änderung der Rechtsform, Erich Schmidt Verlag 1998 (4. Auflage), ISBN 978-3-503-04120-6
- mit Franz Luger: Vereine und Steuern. Rechnungslegung – Besteuerungsverfahren – Gemeinnützigkeit – Spenden – Ehrenamt, Beck Juristischer Verlag 2009 (6. Auflage), ISBN 978-3-423-05264-1
- mit Hansjürgen Schwarz: Handbuch des finanzgerichtlichen Verfahrens. Vorläufiger Rechtsschutz – Klageerhebung – Prozess – Revision – Kosten, in: Berliner Handbücher, Berlin : Erich Schmidt 2016 (7. Auflage), ISBN 978-3-503-16596-4
- mit Peter Bilsdorfer, Anke Morsch, Andre Hardenbicker: Handbuch des finanzgerichtlichen Verfahrens Vorläufiger Rechtsschutz – Klageerhebung – Prozess – Revision – Kosten, Erich Schmidt Verlag 2016 (8. Auflage), ISBN 978-3-503-16596-4
- mit Herbert Ritzer, Helmut Schuhmann: Handbuch Immobilienbesteuerung. Betriebs- und Privatvermögen,  Verlag Dr. Otto Schmidt 2020 (Loseblattwerk mit 110. Aktualisierungen), ISBN 978-3-504-25091-1